# Grandois
Grandois est une localité, située sur l'Île de Terre-Neuve, dans la province de Terre-Neuve-et-Labrador, au Canada.

## Géographie
La localité de Grandois est située face à l'île Saint-Julien, sur la côte orientale de la Grande Péninsule du Nord au nord de l'île de Terre-Neuve, juste au sud-ouest des îles Fichot et au nord de la localité de Saint-Julien. 